# Ratko Mladić
Ratko Mladić (cyr. Ратко Младић, wym. [râtkɔ mlǎːditɕ]; ur. 12 marca 1942 w Božanovići) – serbski generał, dowódca Sił Zbrojnych Republiki Serbskiej (Vojska Republike Srpske), które brały udział w działaniach wojennych podczas wojny w Bośni i Hercegowinie w latach 1992–1995, zbrodniarz wojenny.
Mladić był ścigany przez Międzynarodowy Trybunał Karny dla byłej Jugosławii w Hadze. Uznawany jest za odpowiedzialnego za oblężenie Sarajewa i masakrę w Srebrenicy. Rząd Stanów Zjednoczonych oferował 5 milionów dolarów za informacje o serbskim zbrodniarzu, zaś Serbia była gotowa zapłacić 10 milionów dolarów za wskazanie miejsca pobytu Mladicia. Ratko Mladić został aresztowany 26 maja 2011, a 22 listopada 2017 skazany na karę dożywotniego pozbawienia wolności przez Międzynarodowy Trybunał Karny dla byłej Jugosławii.

## Dzieciństwo
Ratko Mladić urodził się w serbskiej wiosce Božanovići, w gminie Kalinovik, na zachód od Goražde (obecnie Bośnia i Hercegowina). Wtedy tereny te były częścią Niepodległego Państwa Chorwackiego, stworzonego podczas II wojny światowej przez nazistowskiego okupanta.
Ojciec Mladicia, Neđo, był dowódcą oddziału bośniackich Serbów. Zginął w 1945 podczas partyzanckiego ataku na wioskę, z której pochodził Ante Pavelić. Po śmierci męża, matka Mladicia pozostała bez pracy i dochodów.

### Charakter
Według znajomych Mladicia ubóstwo miało znaczny wpływ na jego charakter. Był on bardzo zdyscyplinowany, ambitny, potrafił wzbudzić w swoich kolegach z armii lojalność wobec siebie.
Komentator wojskowy pisma Vreme, M. Vasić, opisywał Mladicia jako zdolnego oficera i organizatora, który szczerze uwierzył w zachodni spisek przeciwko Serbii i prawosławiu. Opinię tę podziela Tom Judah, którego zdaniem jest możliwe, by wszystkie działania Mladicia (w odróżnieniu od współczesnych mu polityków) podjęte w czasie wojen bałkańskich były popełniane z pobudek ideologicznych.

## Wcześniejsza kariera militarna
Mladić w wieku 15 lat dostał się do Akademii Wojskowej w Belgradzie. W 1965, po ukończeniu studiów, wstąpił do Związku Komunistów Jugosławii. Na początku pełnienia służby wojskowej Ratko Mladić stacjonował w Macedonii[niewiarygodne źródło?]. Był dowódcą plutonu, batalionu, a potem korpusu. W czerwcu 1991 został oddelegowany do Kninu w Krajinie jako dowódca 9 Korpusu JNA w początkowej fazie wojny w Chorwacji. Tam uzyskał stopień pułkownika. Gdy przebywał w Krajinie, nastąpiła jego największa seria awansów w dotychczasowej karierze militarnej. Podczas wojny serbskie oddziały Mladicia wykazywały się szczególną przebiegłością – nosili oni cywilne ubrania, niczym się nie wyróżniając. Posługiwali się oni chorwackimi dokumentami. Dzięki odnoszonym na wojnie „sukcesom” Mladić 4 października 1991 otrzymał awans do stopnia generała majora. 24 kwietnia 1992 otrzymał awans do stopnia generała porucznika. 25 kwietnia został mianowany na stanowisku Szefa Sztabu/Zastępcą Komendanta 2-ego Okręgu Wojskowego JNA w Sarajewie. 12 maja 1992 został mianowany Szefem Sztabu Generalnego Sił Zbrojnych Republiki Serbskiej, pozostał na tym stanowisku do 22 grudnia 1996. 24 czerwca 1994 otrzymał awans do stopnia generała pułkownika.

### Odznaczenia
- Order Braterstwa i Jedności ze Srebrnym Wieńcem – Jugosławia
- Order Zasług Wojennych ze Złotymi Mieczami – Jugosławia

### Awanse[2]
- pułkownik – 1991
- generał major – 1991
- generał porucznik – 1992
- generał pułkownik – 1994

## Wojna w byłej Jugosławii

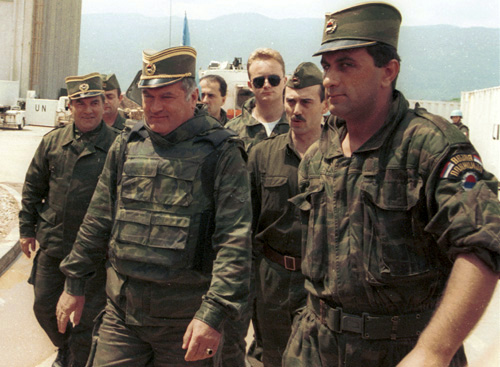
Generał Mladić na lotnisku w Sarajewie

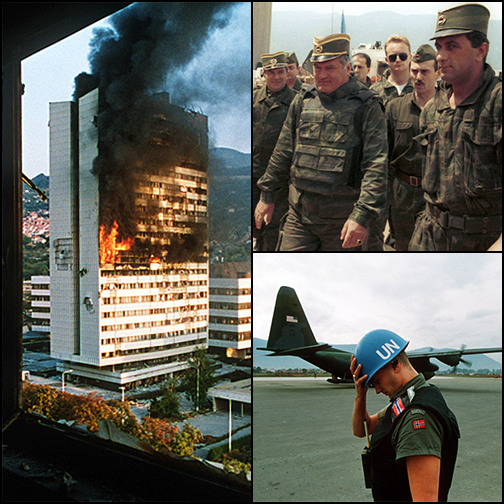
Oblężenie Sarajewa w 1992

W maju 1992 o bezwzględnych działaniach Ratko Mladicia za pośrednictwem chorwackiej gazety dowiedział się ówczesny przywódca bośniackich Serbów. Uznał on, że wsparcie ze strony generała pomoże przejąć inicjatywę w wojnie. Mladić powiedział korespondentowi New York Times, że przyjechał bronić swoich rodaków przed muzułmańskim rządem. Zamieszkał w jednej z dzielnic Sarajewa, Pofalici. Wkrótce dom, w którym mieszkał, został spalony[niewiarygodne źródło?].
Podczas wojny nakazał między innymi przeprowadzić oblężenie Sarajewa. Miasto było bombardowane przez jego oddziały. Kiedy siły bośniackie zdecydowały się na odwrót w stronę Tuzli, Mladić zaatakował je z trzech stron. Według ONZ zginęło wtedy około 1000 bośniackich żołnierzy. Po kilku miesiącach od przyjazdu Ratko Mladicia siły serbskie opanowały 70% powierzchni Herceg-Bośni. Bośniaccy Serbowie dopuścili się tysięcy zbrodni wojennych[niewiarygodne źródło?].
24 marca 1994 córka Mladicia, Ana, popełniła samobójstwo. Uważa się, że przyczyną były problemy psychiczne po przeczytaniu artykułu o ojcu, który został opublikowany w Magazynie Armii Ludowej przez Gajo Petkovicia. Druga z hipotez mówi, że Ana Mladić odebrała sobie życie, po tym, jak jej chłopak zginął walcząc na pierwszej linii frontu, posłany tam przez jej ojca. Sam Ratko twierdzi, że jego córka zginęła[niewiarygodne źródło?].
W marcu 1993 r. Mladić dowodził jednostkami, które zaatakowały enklawę Srebrenicy, skąd bośniaccy Muzułmanie zaatakowali serbskie wioski, a atakom tym towarzyszyły masakry cywilów. Między 12 a 16 lipca 1995 miała miejsce masakra w Srebrenicy, która również była zaplanowana przez Mladicia. Jest ona uważana za największe ludobójstwo w Europie od czasów II wojny światowej. Zginęło w niej ok. 8000 cywilów (do tej pory nie ustalono dokładnej liczby ofiar)[niewiarygodne źródło?].
Po wojnie Ratko Mladić i Radovan Karadžić zostali oskarżeni o bezprawne uwięzienia, morderstwa, gwałty, napaści na tle seksualnym, tortury, pobicia, rozboje i nieludzkie traktowanie ludności cywilnej, bezprawne deportacje i transfery ludności cywilnej, nielegalny ostrzał cywilów, bezprawne przywłaszczenie i grabieże majątku oraz niszczenie miejsc kultu[niewiarygodne źródło?].

## Ścigany
Przed aresztowaniem Slobodana Miloševicia Ratko Mladić czuł się bezkarny. Był widywany w miejscach publicznych, na przykład w restauracjach czy na meczach piłkarskich. Dopiero po zatrzymaniu byłego prezydenta Jugosławii generał zaczął się ukrywać. Według niektórych źródeł jego schronieniem był powojenny bunkier w Han Pijesak. Mógł też szukać schronienia na terenach dzisiejszej Czarnogóry. W kwietniu 2005 Vuk Drašković, ówczesny minister spraw zagranicznych Serbii, stwierdził, że szef państwowej agencji bezpieczeństwa wiedział, gdzie ukrywa się Mladić. Ten uznał oskarżenia za „śmieszne”. Rodzina zbrodniarza usilnie starała się o uznanie śmierci Ratko Mladicia. Twierdziła też, że od 7 lat nie miała z nim kontaktu. 8 września 2010 serbski sąd odrzucił wniosek rodziny.

## Zatrzymanie
Ratko Mladić został aresztowany przez serbską policję 26 maja 2011 w miejscowości Lazarevo niedaleko miasta Zrenjanin w regionie autonomicznym Wojwodina, ok. 100 km na północ od stolicy Serbii, Belgradu; informację tę potwierdził na konferencji prasowej prezydent Serbii, Boris Tadić. Mladić ukrywał się pod nazwiskiem Milorad Komadić.
Mladić 31 maja 2011 został poddany ekstradycji z Serbii do Hagi, gdzie 16 maja 2012 rozpoczął się jego proces przed trybunałem do spraw zbrodni popełnionych w czasie wojny w Jugosławii. 22 listopada 2017 trybunał haski skazał Ratka Mladicia na dożywotnią karę pozbawienia wolności. Oskarżony został uznany za winnego 10 z 11 postawionych mu zarzutów. Został jedynie zwolniony z zarzutu przeprowadzenia czystek etnicznych w bośniackich wioskach w 1992 r. Zarówno Mladić jak i prokuratura złożyli apelacje do wyroku. Obrona Mladicia  wnioskowała o uniewinnienie od wszystkich zarzutów, prokuratura natomiast o ukaranie również za zbrodnie z 1992 r. 8 czerwca 2021 wyrok został podtrzymany przez Mechanizm Narodów Zjednoczonych dla Międzynarodowych Trybunałów Karnych w Hadze (izba apelacyjna odrzuciła apelację złożoną zarówno przez Mladicia jak i prokuraturę).